# Palawansmygtimalia
Palawansmygtimalia (Ptilocichla falcata) är en skygg, marklevande fågel i familjen marktimalior. Den förekommer i södra Filippinerna och anses vara hotad.

## Utseende och läte
Palawansmygtimalian är en medelstor timalia. På huvudet syns ljust orangeröd panna, rostbrun hjässa och nacke samt svartaktig tygel och i ett område runt ögat. Strupen är vit med ett svart och smalt strupsidestreck. Vingarna är bjärt rostbruna, liksom stjärten. Den har vidare förlängda svarta fjädrar på rygg och övergump med breda vita spolstreck. Undersidan är svartaktig med tydliga vita spolstreck. Sången består av högljudda visslande fraser som upprepas regelbundet, uppblandat med mer dämpade melodier.

## Utbredning och systematik
Palawansmygtimalian förekommer i  sydvästra Filippinerna (Balabac och Palawan). Den behandlas som monotypisk, det vill säga att den inte delas in i några underarter.

## Levnadssätt
Palawansmygtimalian hittas i fuktig, låglänt skog upp till 800 meters höjd. Den påträffas inte i ungskog eller i avverkad skog. Arten är skygg och tillbringar det mesta av sin tid på marken, på jakt efter insekter och bär. Dess häckningsbiologi är okänd annat att den påträffats häckande i januari.

## Status och hot
Eftersom palawansmygtimalian är begränsad till intakta låglänta skogar som avverkas i snabb takt tros den minska i antal. Den hotas också av påverkan från tyfoner. Den är därför upptagen på internationella naturvårdsunionen IUCN:s röda lista över hotade arter, kategoriserad som sårbar (VU).